# Stazione di Silla
Stazione di Silla vasútállomás Olaszországban, Castel di Casio településen.

## Vasútvonalak
Az állomást az alábbi vasútvonalak érintik:
- Porrettana-vasútvonal

## Kapcsolódó állomások
A vasútállomáshoz az alábbi állomások vannak a legközelebb:
- Stazione di Porretta Terme
- Stazione di Riola